# 世界奇妙物語 25週年春季特別篇～人氣漫畫家競賽篇～
《世界奇妙物語 25週年春季特別篇～人氣漫畫家競賽篇～》（日语：／）是於2015年4月11日起在富士电视台周六Premium播出的世界奇妙物语特别篇。

## 全剧

### 演员
主持 - 塔摩利

## 面

### 演员
- 岡本未来 - 鈴木梨央[1]
- 未来父親 - 袴田吉彦
- 未来母親 - 雾岛丽香
- 和尚 - 麿赤兒

### 工作人员
- 原作 - 永井豪 《面》（Dynamic企画）
- 脚本 -高山直也
- 編成企画 - 水野綾子、野崎理
- 导演 - 植田泰史
- 制作人 - 永井麗子

## 地縛者

### 演员
- 浅野範子 - 前田敦子[1]
- 早川善也 - 田中圭
- 浅野真利子 - 渡邊真起子

### 工作人员
- 原作 - 伊藤潤二《地縛者》（朝日新聞出版《闇之聲》收錄）
- 脚本 - 田邊滿
- 編成企画 - 水野綾子、野崎理
- 导演 - 河野圭太
- 制作人 - 永井麗子

## 橡膠男

### 概要
本作以漫畫人物為劇情的原創作品。是《世界奇妙物語》於2010年4月4日播出的《與小丸子相遇的小鎮》中西田敏行與《櫻桃小丸子》的小丸子後，再次有與動畫人物共演作品。

### 演员
- 鬼頭 - 阿部寬
- 小伙子 - 北村有起哉
- - 田中真弓（聲音演出）

### 工作人员
- 原作 - 尾田榮一郎《ONE PIECE》（集英社《週刊少年Jump》）
- 脚本 - 神森万里江
- 导演 - 木下高男
- 制作人 - 永井麗子

## 蟲之家

### 演员
- 水谷留衣子 - 長谷川京子（主演）[3]

- 水谷紘 - 板尾創路
- 德井羽奈子 - 入山法子
- 咖啡廳店長 - 楳圖一雄（特別出演）

### 工作人员
- 原作 - 楳圖一雄《蟲之家》（小学館）
- 脚本 - 高山直也
- 編成企画 - 水野綾子、野崎理
- 导演 - 松木創
- 制作人 - 永井麗子

## 相信自己的男人

### 演员
- 薄井次郎 - 稻垣吾郎[4]
- 影山守 - 手塚通

### 工作人员
- 原作 - 石川雅之《相信自己的男人》（講談社《週刊石川雅之》收錄）
- 脚本 - ふじきみつ彦
- 編成企画 - 水野綾子、野崎理
- 导演 - 城宝秀則
- 制作人 - 永井麗子

## 外部連結
- 世界奇妙物語 （页面存档备份，存于）官方網站 （日語）